# コージツ
株式会社コージツ（英: KOJITU CO., LTD.）は、東京都千代田区に本社を置いていた登山用品・アウトドア用品の販売事業者の持株会社である。2012年12月に子会社の株式会社好日山荘を吸収合併し、株式会社好日山荘に商号変更した。以降については、好日山荘を参照のこと。

## 沿革
- 1963年（昭和38年）6月 有限会社好日山荘を設立。登山用品・スキー用品販売専門店として営業開始。
- 1973年（昭和48年）2月12日 株式会社好日山荘に組織変更[1]。
- 1974年（昭和49年）株式会社バイレスを設立。
- 1975年（昭和50年）本社を神戸市葺合区（現中央区）琴ノ緒町に移転。
- 1978年（昭和53年）有限会社好日スポーツサロン（東京都）より営業資産を譲受ける。
- 1980年（昭和55年）登山スキー用品の専門店から、テニス・ゴルフ用品の取扱い品目を加えた総合スポーツ店の出店開始。
- 1983年（昭和58年）京都三条店内においてコージツトラベルで国内旅行業を開始。
- 1985年（昭和60年）商号を株式会社コージツに変更
- 1986年（昭和61年）本社を神戸市中央区古湊通に移転。
- 1991年（平成3年）全店POSシステム導入。
- 1991年（平成3年）10月2日日本証券業協会に店頭登録。
- 1996年（平成8年）株式会社上州屋との提携により釣用品販売への業態転換を図る。
- 1997年（平成9年）スキー用品等の販売の撤退により、登山用品および釣用品の専門店化を図る。
- 1998年（平成10年）旅行業代理店業を撤退。
- 2002年（平成14年）株式会社バイレスを清算。
- 2003年（平成15年）各店は独立経営であったが、コージツが「好日山荘」の商標権を取得。『コージツ』から『好日山荘』へ店名の改称を開始。欠損金てん補のため資本の減少。楽天WEB SHOPを開始。
- 2004年（平成16年）投資事業有限責任組合シナジー・ファンドによる公開買付けの結果、親会社の異動。日本証券業協会への店頭登録を取消し、ジャスダック証券取引所に株式を上場。
- 2005年（平成17年）本社を神戸市中央区浜辺通に移転。当社釣用品販売事業を新設分割の方法により、当社100%出資の子会社株式会社コージツフィッシングとして分社化。
- 2006年（平成18年）小杉産業株式会社による公開買付けの結果、親会社の異動。株式会社コージツの登山用品販売部門を株式会社好日山荘として分社化。
- 2007年（平成19年）第三者割当による新株式発行に伴い、小杉産業株式会社が「その他の関係会社」に異動。カーネル・キャピタル株式会社を株式取得により子会社化。中華資源集團有限公司を第三者割当増資引受により子会社化。 本社を東京都港区赤坂に移転。株式会社コージツフィッシングを株式売却により譲渡。『コージツ』から『好日山荘』へ店名の改称完了。
- 2009年（平成21年）本社を東京都港区虎ノ門に移転。本社事務所を東京都千代田区神田錦町に移転（本店は株主総会で否決されたため、港区のまま）。中華資源集團有限公司の全株を譲渡。
- 2010年（平成22年）株主総会で本店を東京都千代田区に移転。
- 2011年（平成23年）DRCキャピタル株式会社系列の投資事業有限責任組合DRCⅡ及び投資事業有限責任組合DRCKJが株式公開買付けを実施[2]。経営陣は価格が低廉であることなどを理由に反対の意見を表明した[3]が、両組合合計で8割弱の株式を取得。
- 2012年（平成24年）いわゆる二段階買収により投資事業有限責任組合DRCⅡ及び投資事業有限責任組合DRCKJのみが株主となり、上場廃止[2]。本社を神戸市中央区に移転。株式会社好日山荘を吸収合併し、株式会社好日山荘に商号変更。